# Proud Like a God
Proud Like a God – debiutancki album grupy Guano Apes wydany w 1997 roku.
Nagrania w Polsce uzyskały certyfikat złotej płyty.

## Lista utworów
1. Open Your Eyes – 3:09
2. Maria – 3:47
3. Rain – 4:35
4. Lords of the Boards – 3:42
5. Crossing the Deadline – 3:25
6. We Use the Pain – 2:32
7. Never Born – 5:17
8. Wash It Down – 3:06
9. Scapegoat – 3:22
10. Get Busy – 3:25
11. Suzie – 2:53
12. Tribute – 9:14
13. Move a Little Closer

## Single
- Open Your Eyes
- Lords of the Boards
- Rain